# Quint Cedici
Quint Cedici (en llatí: Quintus Caedicius Q. F. Q. N) va ser un magistrat romà del segle iii aC. Formava part de la gens Cedícia.
Va ser elegit cònsol de Roma l'any 256 aC juntament amb Luci Manli Vulsó Llong. Va morir durant l'exercici del càrrec i el va substituir Marc Atili Règul.